# Patata (alimento)

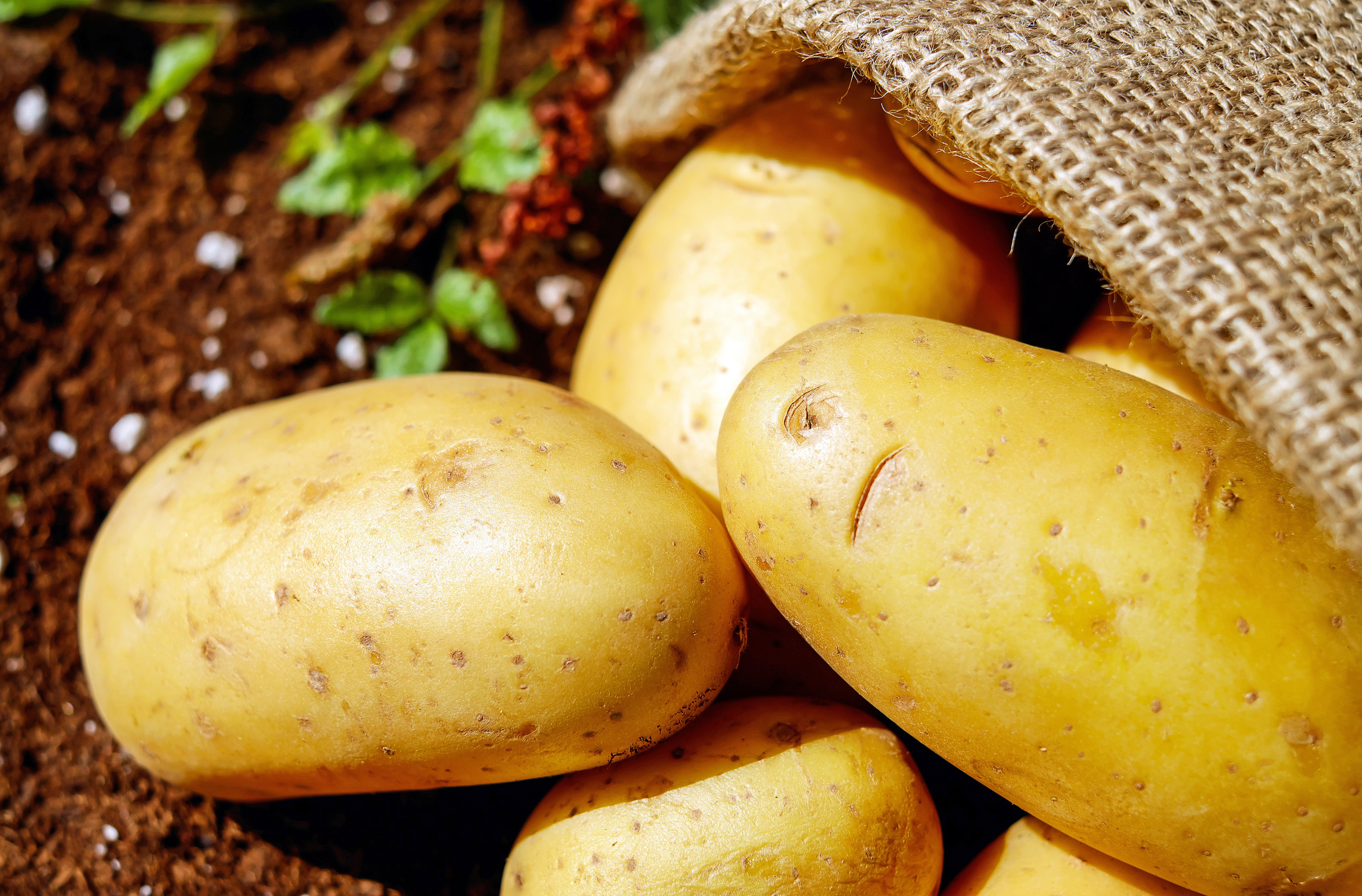
Patate

La patata è un tubero commestibile ottenuto dalle piante della specie Solanum tuberosum, molto utilizzato a scopo alimentare previa cottura.

## Storia
Originaria dalle Ande, fu domesticata nella regione del lago Titicaca e divenne uno degli alimenti principali degli Inca, che ne svilupparono un gran numero di varietà per adattarla ai diversi ambienti delle regioni da loro abitate.
I primi europei a conoscere la patata furono i conquistadores spagnoli del Perù: la prima descrizione scritta della pianta risale al 1537. La patata giunse in Europa intorno alla metà del XVI secolo: è segnalata in Spagna nel 1573, un po' più tardi nei Paesi Bassi e in Italia (allora possedimenti spagnoli), in Inghilterra nel 1588 (portatavi da Walter Raleigh), in Germania alla fine del secolo; in Italia venne chiamata tartuffolo (appellativo introdotto da Giovanni Francesco Bonomi) o tartufo bianco. Presente nei giardini botanici, a lungo il suo rilievo nell'agricoltura e nell'alimentazione fu marginale, e veniva considerata un cibo adatto prevalentemente agli animali. A sfavore della diffusione della patata giocavano vari fattori. Le prime varietà importate dal Sudamerica erano poco adatte alla coltivazione nei climi europei e davano raccolti scarsi. L'aspetto del tubero, deforme e irregolare, agli occhi degli europei di allora appariva strano e antiestetico, e alcuni erboristi suggerirono che potesse provocare la lebbra. La patata non era citata nella Bibbia, e secondo alcuni religiosi ciò significava che Dio non intendeva che gli uomini se ne cibassero. La patata fu perfino associata alla stregoneria e al demonio.
La patata si affermò soltanto a partire dalla metà del XVIII secolo, quando il rapido incremento della popolazione in Europa, con l'aumento delle necessità di cibo, rese necessaria l'adozione di coltivazioni, come la patata e il mais, che avevano un rendimento maggiore rispetto ai cereali. La patata poteva infatti fornire una quantità di calorie di 2-4 volte superiore a parità di superficie coltivata rispetto al frumento, alla segale e all'avena; inoltre aveva tempi di maturazione minori.
Già all'inizio del Settecento i governi di alcuni stati europei cercarono di stimolare la diffusione della patata: tra i primi vi furono quelli di Federico Guglielmo I e di Federico il Grande di Prussia. Anche scienziati e pubblicisti iniziarono a scrivere opere che ne illustravano i vantaggi e le proprietà nutritive. Ma l'impulso più forte per l'affermarsi di questa pianta venne dalla carenza di cibo causata dalle guerre e dalle frequenti carestie, in particolare dalla guerra dei Sette Anni (1756-1763) e dalla carestia del 1770-72. Oltre alla maggiore produttività, la patata, crescendo sottoterra, subiva danni minori dagli eserciti di passaggio. Così, a partire dal 1770 circa, la patata si diffuse rapidamente in Germania, Fiandre, Francia nordorientale, Inghilterra, Irlanda, poi in Scandinavia, Polonia e Russia, e nei primi decenni dell'Ottocento nell'Italia nordorientale. Un ruolo importante per la diffusione della patata in Francia spettò a Antoine-Augustin Parmentier, farmacista e agronomo che conobbe questa coltivazione mentre era prigioniero dei prussiani durante la guerra dei Sette Anni. Convinto della grande utilità e salubrità della patata, Parmentier fece grandi sforzi per diffonderne la coltivazione e l'utilizzo alimentare e culinario. In un periodo di tempo relativamente breve, la patata divenne così l'alimento fondamentale nell'alimentazione delle classi umili in gran parte dell'Europa centrale e settentrionale, soppiantando in parte i cereali.
In Irlanda la dieta delle classi più povere era basata esclusivamente su latte e patate, mentre il grano era utilizzato per pagare i canoni spettanti ai proprietari inglesi. La grande carestia del 1845-49 fu dovuta alla diffusione di un parassita (Phytophthora infestans) che determinò la perdita di buona parte dei raccolti nel giro di pochi anni; la popolazione irlandese diminuì drasticamente, falcidiata da fame, malattie ed emigrazione.
La patata era considerata un alimento di bassa qualità da destinare all'autoconsumo dei contadini e agli strati sociali inferiori, oltre che agli animali, mentre le coltivazioni di migliore qualità erano destinate alla vendita. Non mancarono resistenze da parte dei contadini, che vedevano nell'adozione della patata un impoverimento della loro alimentazione, anche per la cattiva qualità delle varietà inizialmente disponibili, e perché la patata veniva proposta, del tutto erroneamente, come adatta per la produzione di pane. Ma all'inizio dell'Ottocento ci si rese conto che la patata poteva essere utilizzata anche per preparazioni raffinate, come dimostra la sua comparsa nei libri di ricette di quel periodo.

## Classificazione

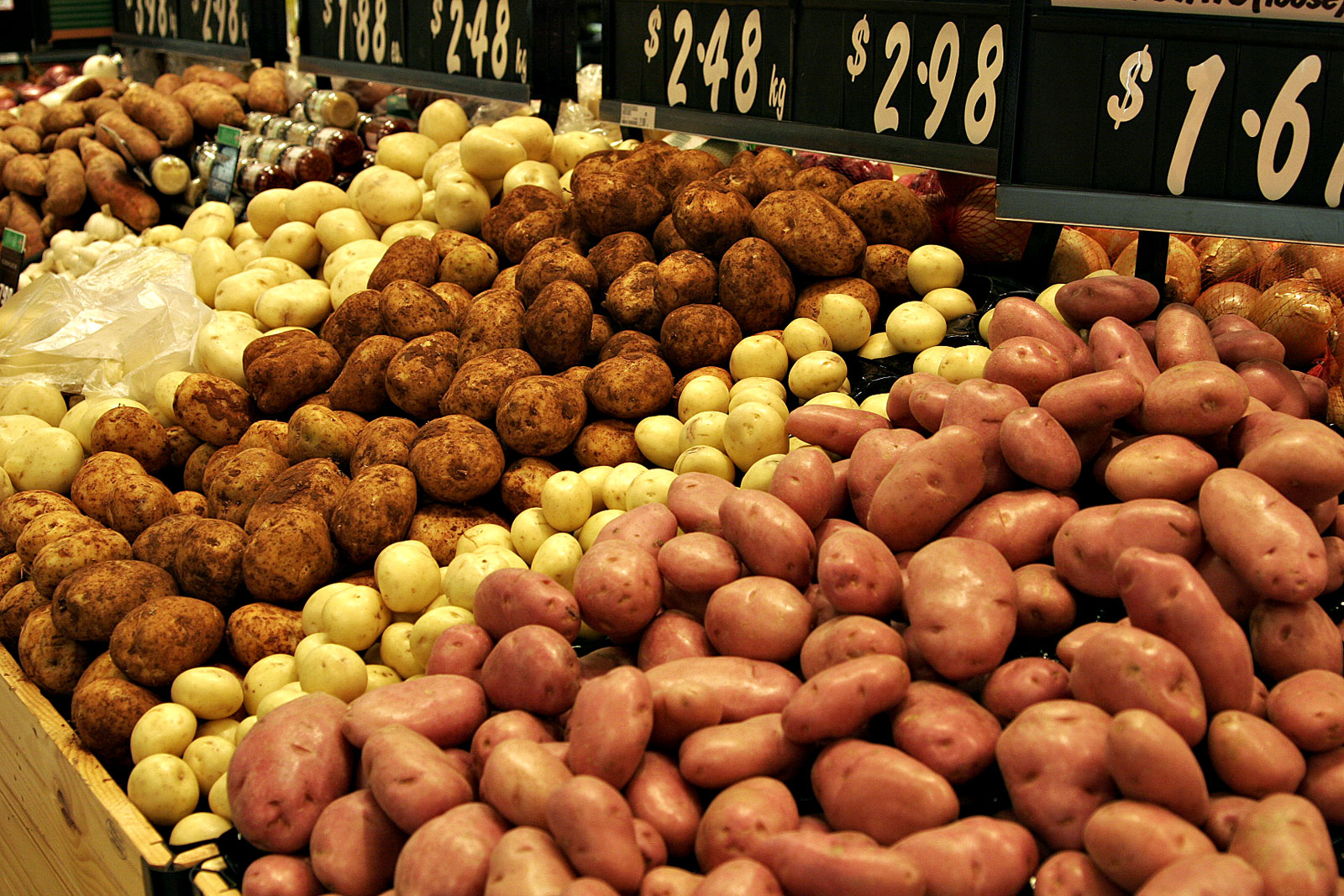
Patate in esposizione per la vendita

Pur in presenza di un gran numero di varietà in commercio, queste vengono generalmente suddivise in quattro tipi:
- Patate novelle, caratteristiche per la buccia sottile, vengono raccolte quando la maturazione non è completa. Sono a breve conservazione e andrebbero bollite con la buccia.
- Patate a pasta bianca, dalla polpa farinosa che si sfalda durante la cottura. Sono adatte ad essere schiacciate, per esempio nel purè, nelle crocchette o negli gnocchi.
- Patate a pasta gialla, dalla polpa compatta, derivano il loro colore dalla presenza di caroteni. Sono impiegate per le patatine fritte industriali e casalinghe, ma sono adatte anche per le insalate e le cotture in forno.
- Patate a buccia rossa e pasta gialla, caratterizzate dalla polpa soda che le rende indicate per le cotture intense quali cartoccio, forno e frittura.

## Produzione
Secondo dati FAO del 2013 la produzione mondiale di patate si aggira intorno ai 367 milioni di tonnellate.
| Maggiori produttori di patate (2013) (in tonnellate) | Maggiori produttori di patate (2013) (in tonnellate) |
| ---------------------------------------------------- | ---------------------------------------------------- |
| Cina                                                 | 88 925 000                                           |
| India                                                | 45 343 600                                           |
| Russia                                               | 30 199 126                                           |
| Ucraina                                              | 22 258 600                                           |
| Stati Uniti                                          | 19 843 919                                           |
| Germania                                             | 9 669 700                                            |
| Bangladesh                                           | 8 603 000                                            |
| Francia                                              | 6 975 000                                            |
| Paesi Bassi                                          | 6 801 000                                            |
| Polonia                                              | 6 334 201                                            |
| Mondo                                                | 367 753 015                                          |

### Andamento della produzione in Italia
La produzione di patate in Italia nella seconda metà dell'Ottocento si aggirava intorno al milione di tonnellate annue. A partire dalla fine del secolo mostrò una tendenza ad un rapido aumento, superando i 2 milioni di tonnellate nei primi anni del Novecento. Nel periodo tra le due guerre mondiali oscillò intorno ai 3 milioni di tonnellate, e si avvicinò ai 4 negli anni sessanta del Novecento. La tendenza si invertì intorno al 1970 iniziando una fase di declino, e attualmente si aggira intorno a 1,5 milioni di tonnellate annue. La superficie coltivata a patate negli anni 1920-1950 si aggirava intorno ai 400.000 ettari; in seguito ha subito una diminuzione quasi costante che l'ha portata intorno agli attuali 60.000-70.000. Nello stesso periodo la resa è cresciuta da 60-70 quintali/ha fino ai circa 250 attuali.

## Preparazione

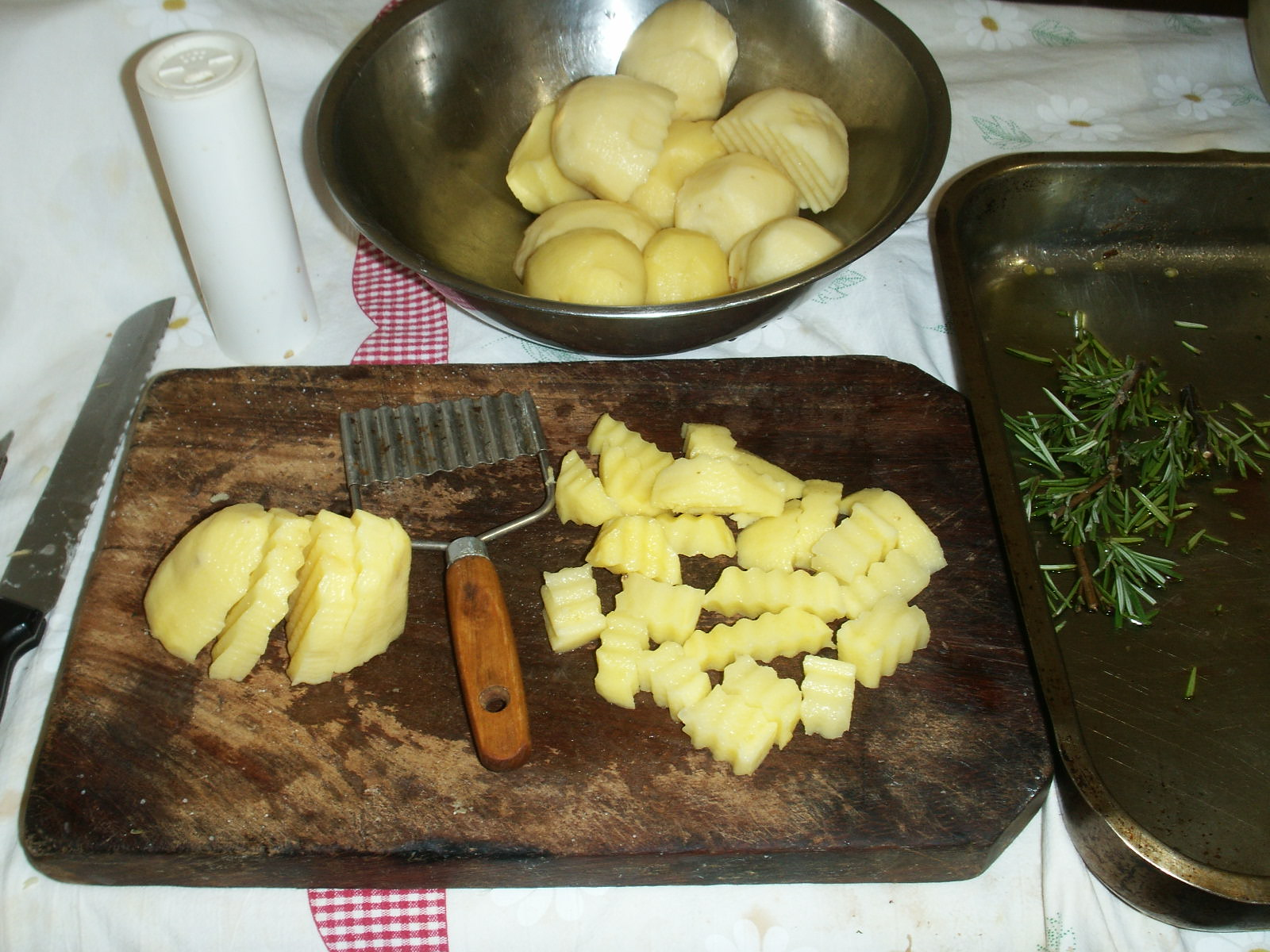
Patate tagliate a cubetti

I modi per preparare le patate sono vari. Le patate possono essere cotte con buccia o senza, intere o a pezzi, con condimenti o senza. La cottura è sempre necessaria per scomporre gli amidi. La maggior parte delle preparazioni a base di patate sono servite calde. In alternativa - come nel caso dell'insalata di patate e delle patatine fritte - le patate possono essere servite anche fredde.
Le ricette più comuni sono quelle del purè di patate, preparato con patate bollite, pelate e schiacciate, cui in seguito si aggiungono latte e burro. Vi sono poi le patate cotte intere al forno; le patate bollite o cotte al vapore; tagliate in cilindri o in dischi e poi fritte; tagliate a cubetti e cotte al forno; cotte in casseruola e condite con salse dense; tagliate a cubetti o in fette e fritte; tagliate alla julienne e fritte; possono essere altresì usate per fare gnocchi, rösti o focacce.  Tagliate in pezzi, le patate sono un ingrediente comunemente usato nello spezzatino.
A differenza di altri alimenti le patate si prestano facilmente alla cottura a microonde senza perdere i propri valori nutrizionali, a patto che siano avvolte in un foglio di plastica bucherellato che consenta la ventilazione ed allo stesso tempo trattenga l'umidità. Questo metodo di cottura dà risultati simili a quello della cottura in forno.
Secondo stime della FAO solo poco più dei due terzi del totale (323 milioni di tonnellate) delle patate prodotte nell'anno 2005 è stato destinato ad utilizzi alimentari.
Il consumo alimentare di patate si sta progressivamente spostando da metodi di consumo diretto del prodotto acquistato fresco al consumo di prodotti industriali a base di patate.

### Piatti tipici
Le patate sono molto popolari in Europa. In Italia sono utilizzate per preparare gnocchi e purè, oppure accompagnano i pasti: bollite, arrostite o saltate; di solito vengono consumate senza buccia. Tra i piatti regionali, citiamo l'mbriulata siciliana e la pitta pugliese, il gâteau di patate tipico soprattutto in Lazio, Campania e Calabria. In Svizzera accompagnano la raclette, oppure, nel rösti, ormai quasi un piatto nazionale, sono grattugiate e poi cotte. Le patate sono anche l'ingrediente principale di molte minestre o zuppe.
In Irlanda il "side plate" (piattino laterale sempre presente nelle tavole apparecchiate) ha precisamente la funzione di accogliere una, due o più patate sempre in accompagnamento a qualsiasi secondo piatto. Se con il primo (solitamente una zuppa) in tavola era presente del pane, viene portato via perché carni e pesce si accompagnano con verdure miste ma soprattutto e sempre con patate bollite.
Le patate schiacciate sono un ingrediente importante di molti piatti inglesi, come la shepherd's pie. Le patate novelle sono considerate prelibate in Europa Settentrionale (Danimarca, Svezia, Finlandia): servite lesse e insaporite con aneto, fanno da contorno alle aringhe del Baltico. Il piatto nazionale della cucina lituana, gli cepelinai, è una sorta di gnocco, ottenuto da patate grattugiate e ripieno di carne e/o formaggio.
Si dice scherzosamente che gli inglesi parlino soprattutto del tempo atmosferico; ebbene invece gli irlandesi, immancabilmente, ad ogni pasto disquisiscono sulla bontà e la qualità delle patate, tanto più apprezzate quanto più farinose e capaci quindi di trattenere il burro salato che si usa per condirle. "Ball of flour" (palla di farina) è il miglior "complimento" per una patata in Irlanda. La mangior parte la mangiano con la buccia. Persino nei ristoranti cinesi in Irlanda, qualsiasi piatto, oltre ai classici tipi di riso, l'accompagnamento di patate fritte.

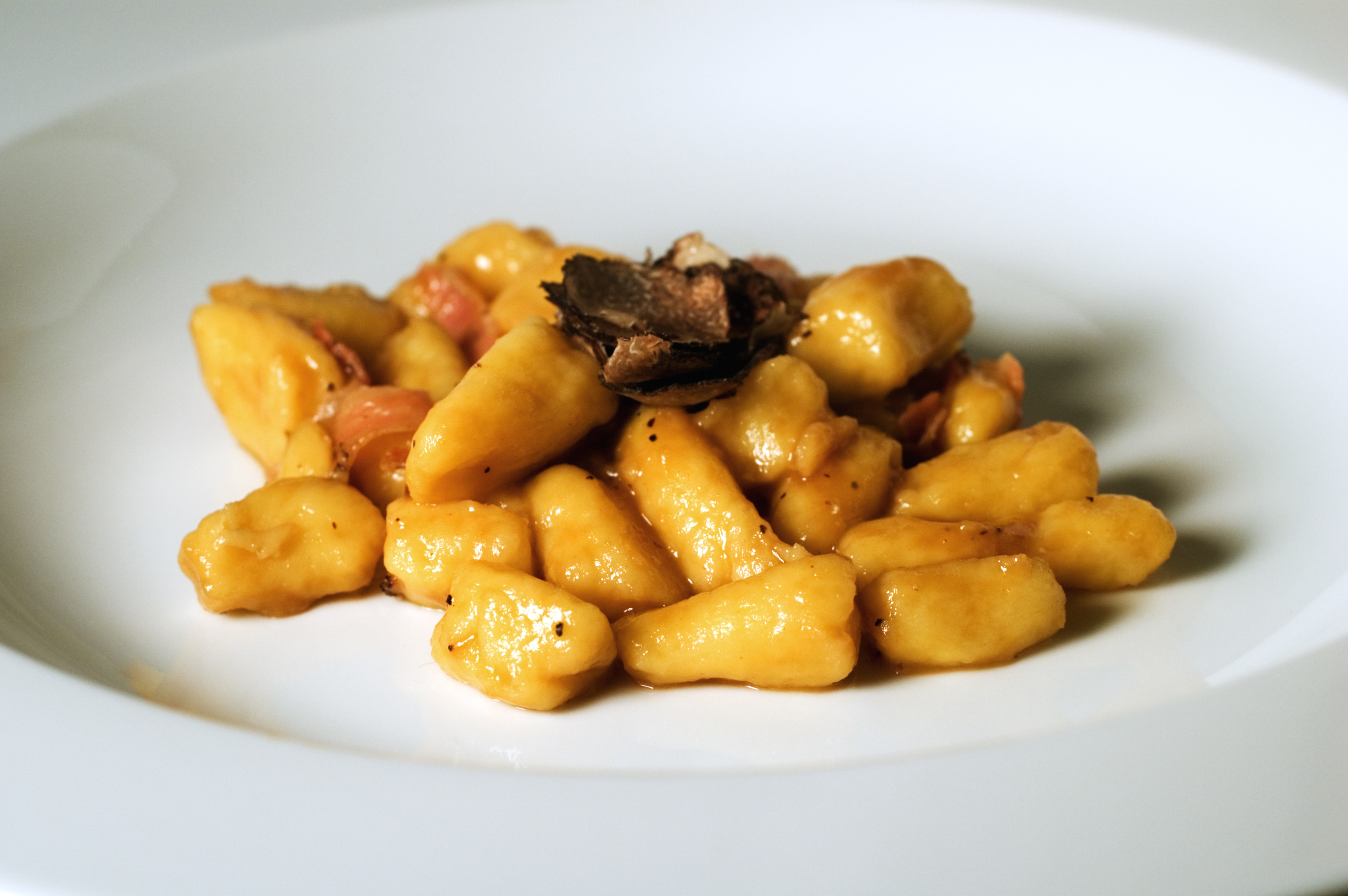
Gnocchi di patate al tartufo
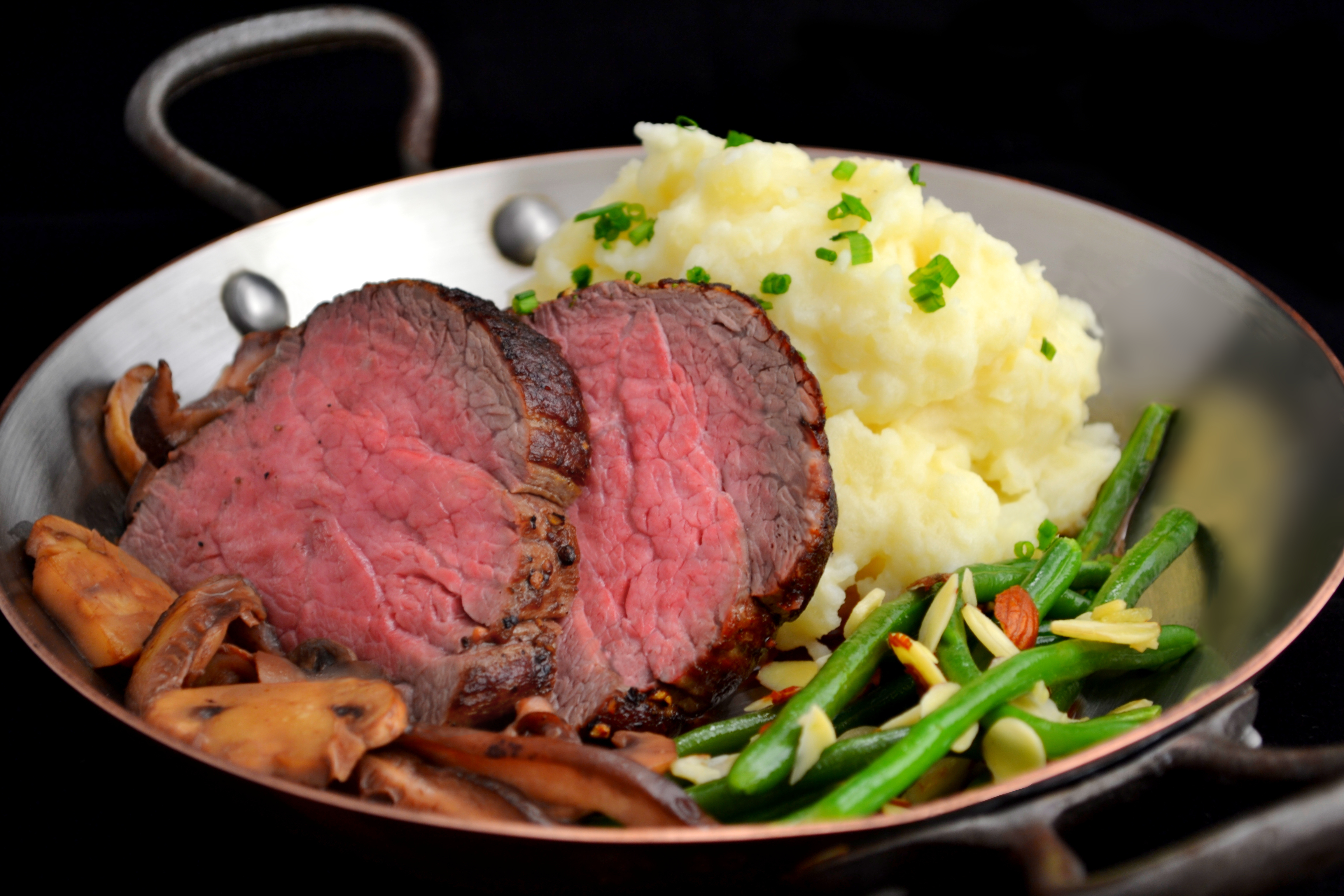
Filetto di manzo con purè di patate
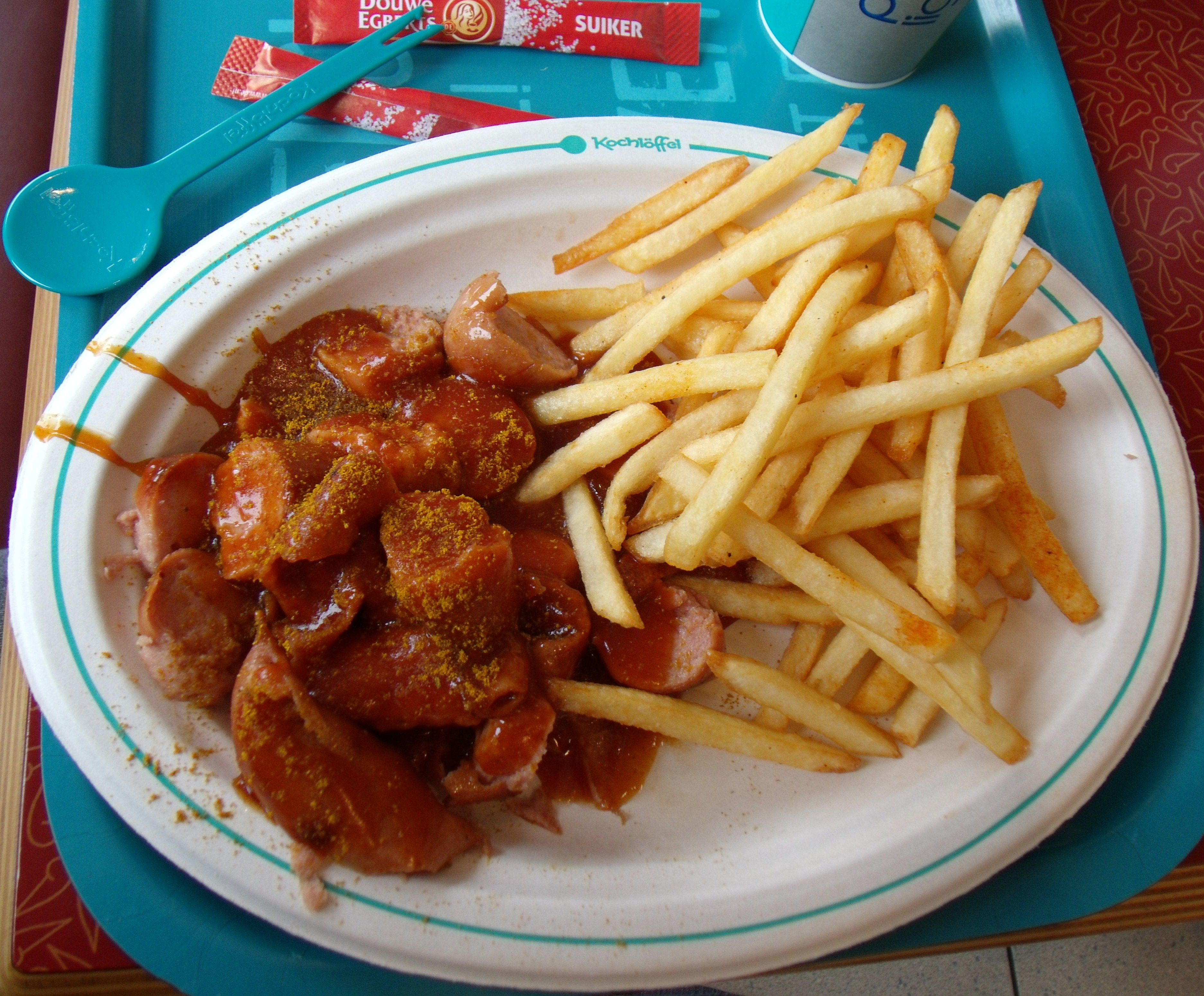
Currywurst con contorno di patatine fritte
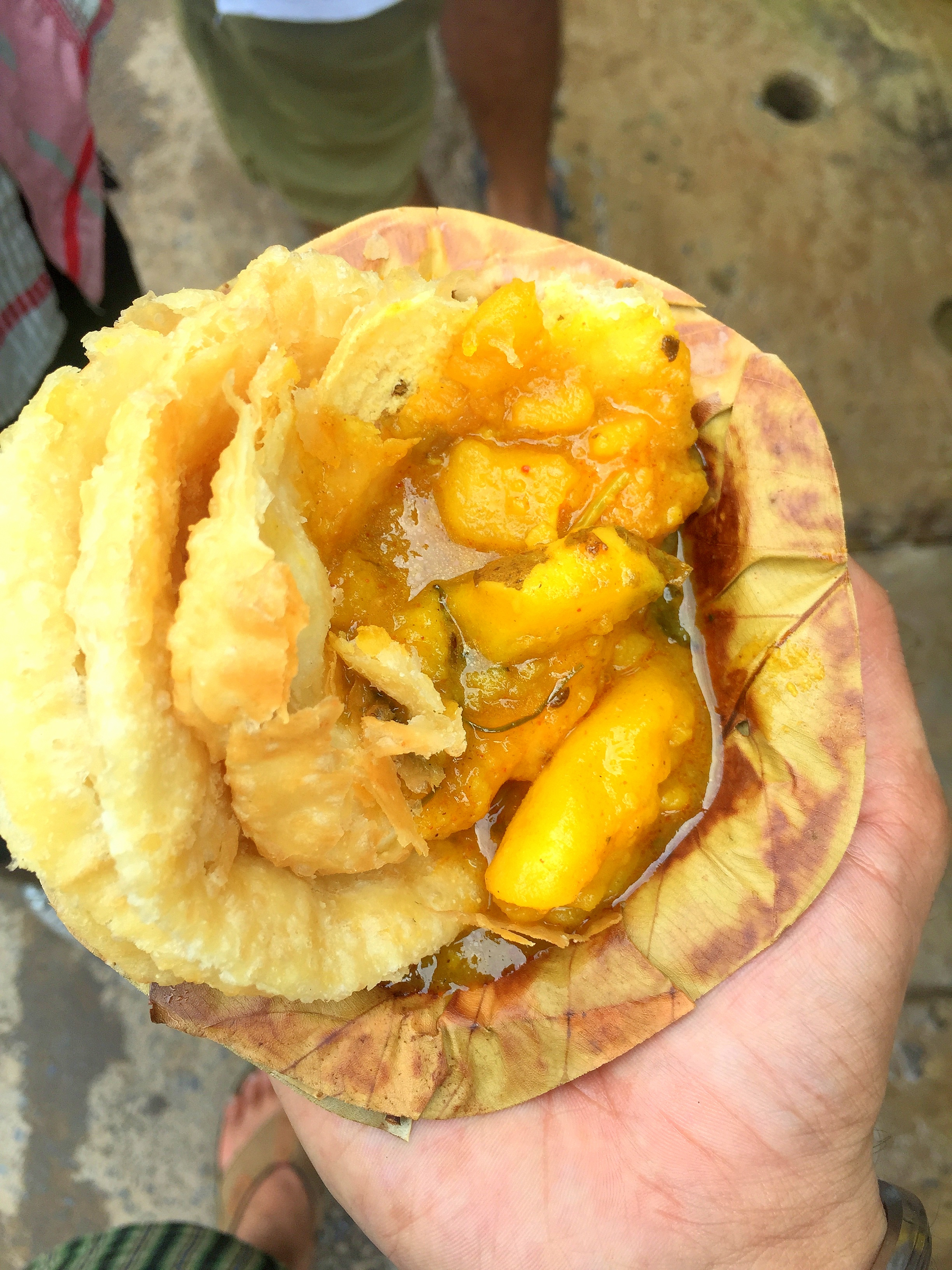
Kachori con patate
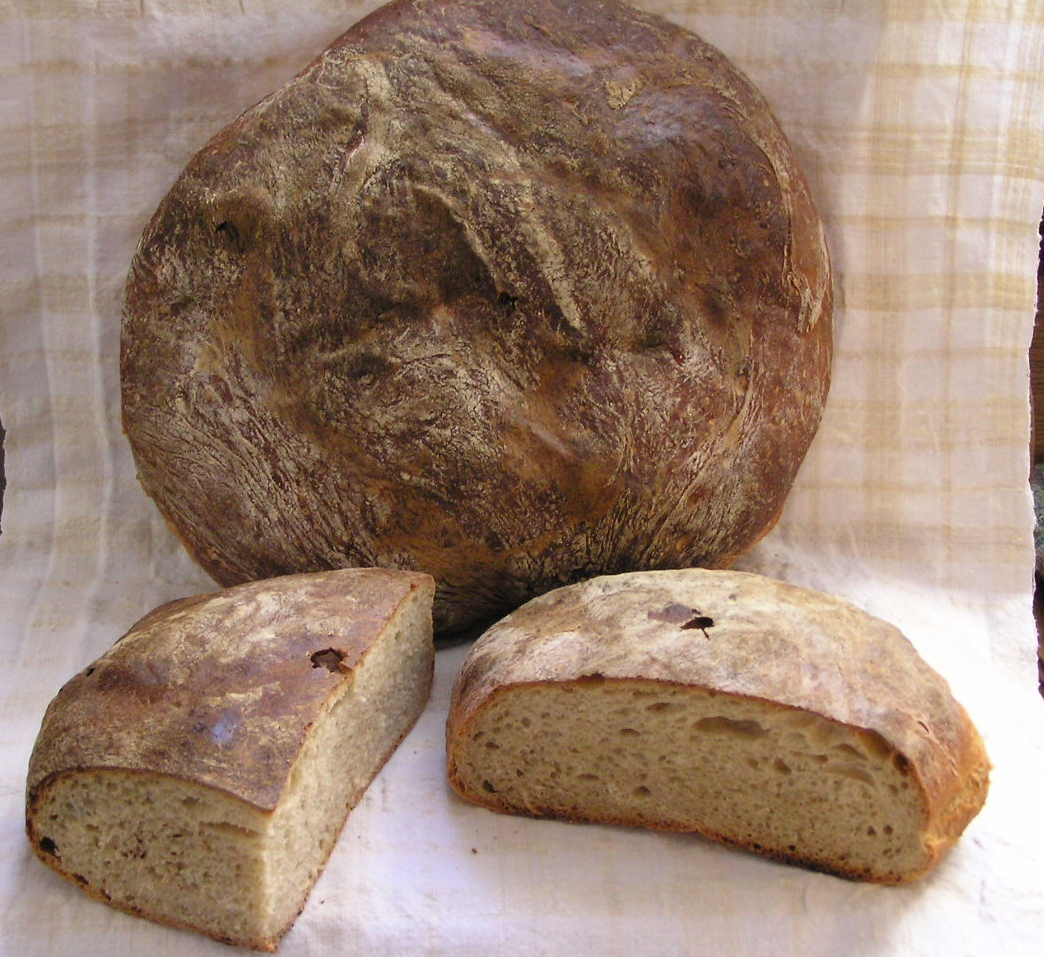
Pane di patate

### Prodotti industriali

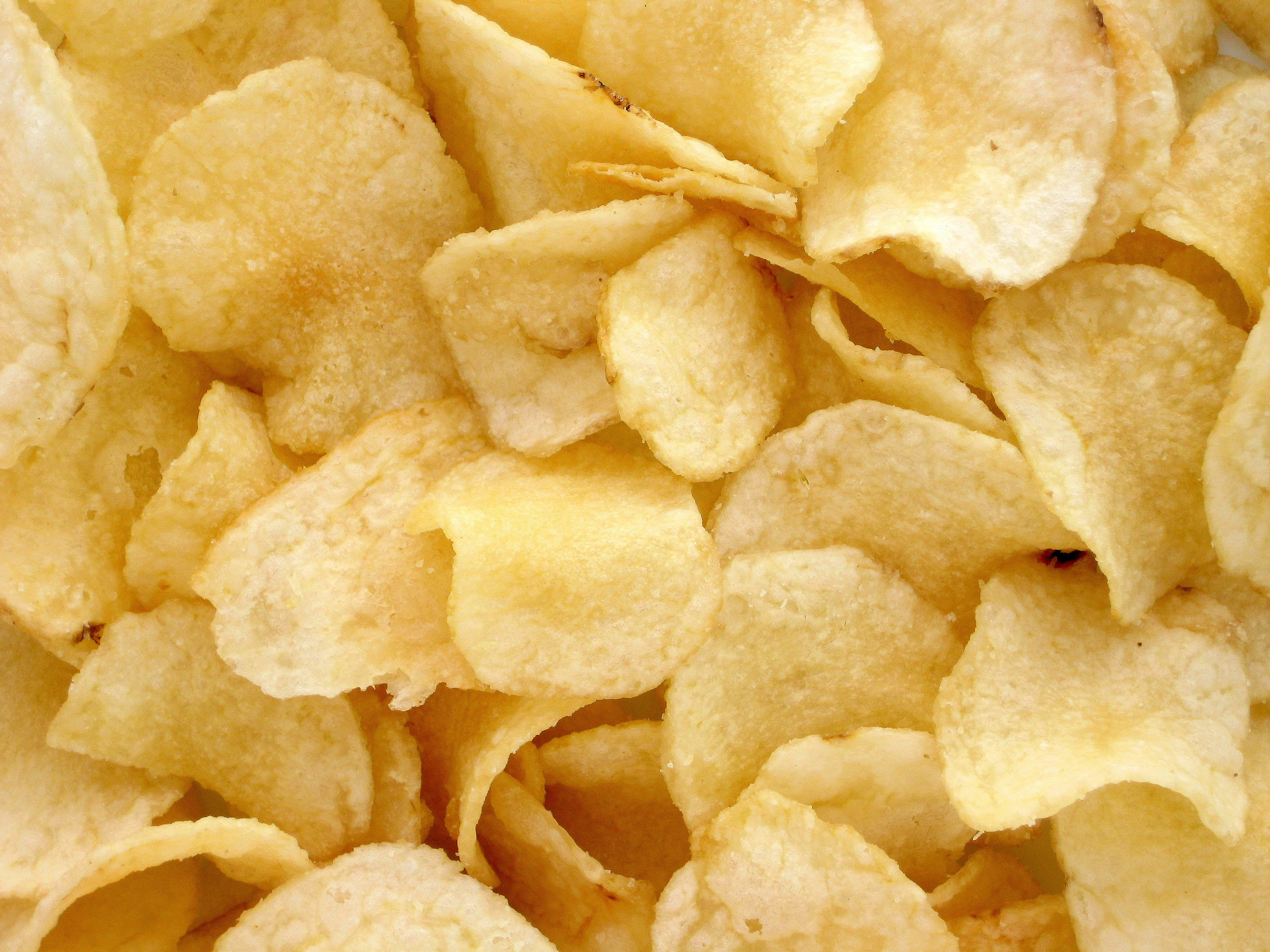
Patatine prodotte industrialmente

Uno dei principali prodotti industriali derivati da patate sono le patate congelate, che costituiscono la grande maggioranza delle patate fritte servite nei ristoranti e nei fast food. Si calcola che questo tipo di consumo riguardi oltre 11 milioni di tonnellate all'anno.
Un altro prodotto industriale sono gli snack a base di patata (le cosiddette "patatine"), diffusi in moltissimi paesi. Le patatine sono preparate tagliando e friggendo delle fettine sottili di patate. Il prodotto viene poi confezionato con sapori diversi, dal solo sale ad altre tipologie di aromi più elaborate. Alcuni tipi di snack sono preparati utilizzando un impasto di fiocchi di patate disidratati.
I fiocchi di patate vengono prodotti facendo essiccare un impasto di patate bollite e sono utilizzati in diversi prodotti alimentari, dai preparati per purè agli snack.
Un altro prodotto disidratato è la fecola di patate ricavata dall'essiccamento di patate bollite; la fecola è di colore bianco (viene infatti anche chiamata farina di patate), priva di glutine, ricca di amido ed è utilizzata nell'industria alimentare come addensante per salse; essa si trova normalmente in commercio ed è utilizzata per rendere più soffici i prodotti di pasticceria.

## Valore nutrizionale
Dal punto di vista nutrizionale le patate sono conosciute principalmente per l'alto contenuto in carboidrati (circa 26 grammi in una patata di 150 g, cioè medie dimensioni), presenti principalmente sotto forma di amidi. Una piccola ma significativa parte di tali amidi delle patate è resistente agli enzimi presenti nello stomaco e nell'intestino tenue, sì da raggiungere l'intestino crasso quasi intatto. Si ritiene che questi amidi abbiano effetti fisiologici pari a quelli delle fibre alimentari.
Le patate sono fonte di importanti vitamine e minerali. Una patata di medie dimensioni (150 g), consumata con la buccia, fornisce 27 mg di vitamina C (45% della dose giornaliera raccomandata), 620 mg di potassio (18% della dose giornaliera raccomandata), 0,2 mg di vitamina B5 (10% della dose giornaliera raccomandata), oltre a tracce di tiamina, riboflavina, folati, niacina, magnesio, fosforo, ferro e zinco; le patate sono assieme alle cipolle e a seconda della natura del terreno in cui sono cresciute, l'alimento con le quantità più significative di selenio e litio. Inoltre il contenuto di fibre di una patata con buccia (2 g) è pari al contenuto di fibre del pane integrale, della pasta e dei cereali. Oltre alle vitamine, ai minerali ed alle fibre, le patate contengono svariati composti fitochimici, quali i carotenoidi ed i polifenoli.
Non tutte le sostanze nutritive delle patate si trovano nella buccia; questa contiene circa la metà delle fibre, ma più della metà delle sostanze nutritive sono contenute nella polpa. La cottura può alterarle notevolmente.
Le patate novelle e le varietà a forma allungata contengono una quantità minore di sostanze tossiche, e rappresentano una fonte eccellente di nutrienti. Le patate sbucciate e conservate a lungo perdono parte delle proprie proprietà nutrizionali, benché mantengano il proprio contenuto di potassio e vitamina B.
Le patate sono spesso escluse dalle diete a basso indice glicemico, in quanto si ritiene che possiedano un'alta quantità di glucidi. In realtà l'indice glicemico delle patate varia in maniera considerevole a seconda della loro varietà (patata a buccia rossa, a pasta bianca, eccetera), della loro origine (zona di coltivazione), della preparazione (metodo di cottura, se consumata fredda o calda, in purè, a tocchetti o intera ecc.), e degli altri cibi con cui si accompagna (salse ricche di grassi o ad alto contenuto proteico).
| Patata, bollita, senza buccia, solo polpa, senza sale (valore nutritivo per 100g) |                            |                     |                             |
| acqua : 77,46 g                                                                   | ceneri totali : 0,72 g     | fibre : 1,8 g       | valore energetico : 86 kcal |
| glucidi: 20.01 g                                                                  | zuccheri semplici : 0,85 g | proteine: 1.71 g    | lipidi: 0,10 g              |
| oligoelementi                                                                     |                            |                     |                             |
| potassio : 328 mg                                                                 | fosforo : 40 mg            | magnesio : 20 mg    | calcio : 8 mg               |
| sodio : 5 mg                                                                      | ferro : 310 µg             | zinco : 270 µg      | rame : 167 µg               |
| manganese : 140 µg                                                                | selenio : 0.3 µg           |                     |                             |
| vitamine                                                                          |                            |                     |                             |
| vitamina C : 7.400 µg                                                             | vitamina B1 : 98 µg        | vitamina B2 : 19 µg | vitamina B3 : 1.312 µg      |
| vitamina B5 : 509 µg                                                              | vitamina B6 : 269 µg       | vitamina B9 : 9 µg  | vitamina B12 : 0 µg         |
| vitamina A : 3 UI                                                                 | retinolo : 0 µg            | vitamina E : 10 µg  | vitamina K : 2,1 µg         |
| acidi grassi                                                                      |                            |                     |                             |
| saturi : 26 mg                                                                    | monoinsaturi : 2 mg        | polinsaturi : 44 mg | colesterolo : 0 mg          |

## Tossicità
Come molte Solanacee, per esempio il pomodoro, la patata contiene diverse tossine, soprattutto nelle parti verdi, nei fiori e nei germogli: il fusto e le foglie comunque non sono mai stati usati per l'alimentazione (le foglie invece servirono come surrogato del tabacco in periodi particolarmente difficili). Inoltre il frutto è molto tossico, come nella maggioranza delle specie del genere Solanum, come la morella (Solanum nigrum) o la dulcamara.

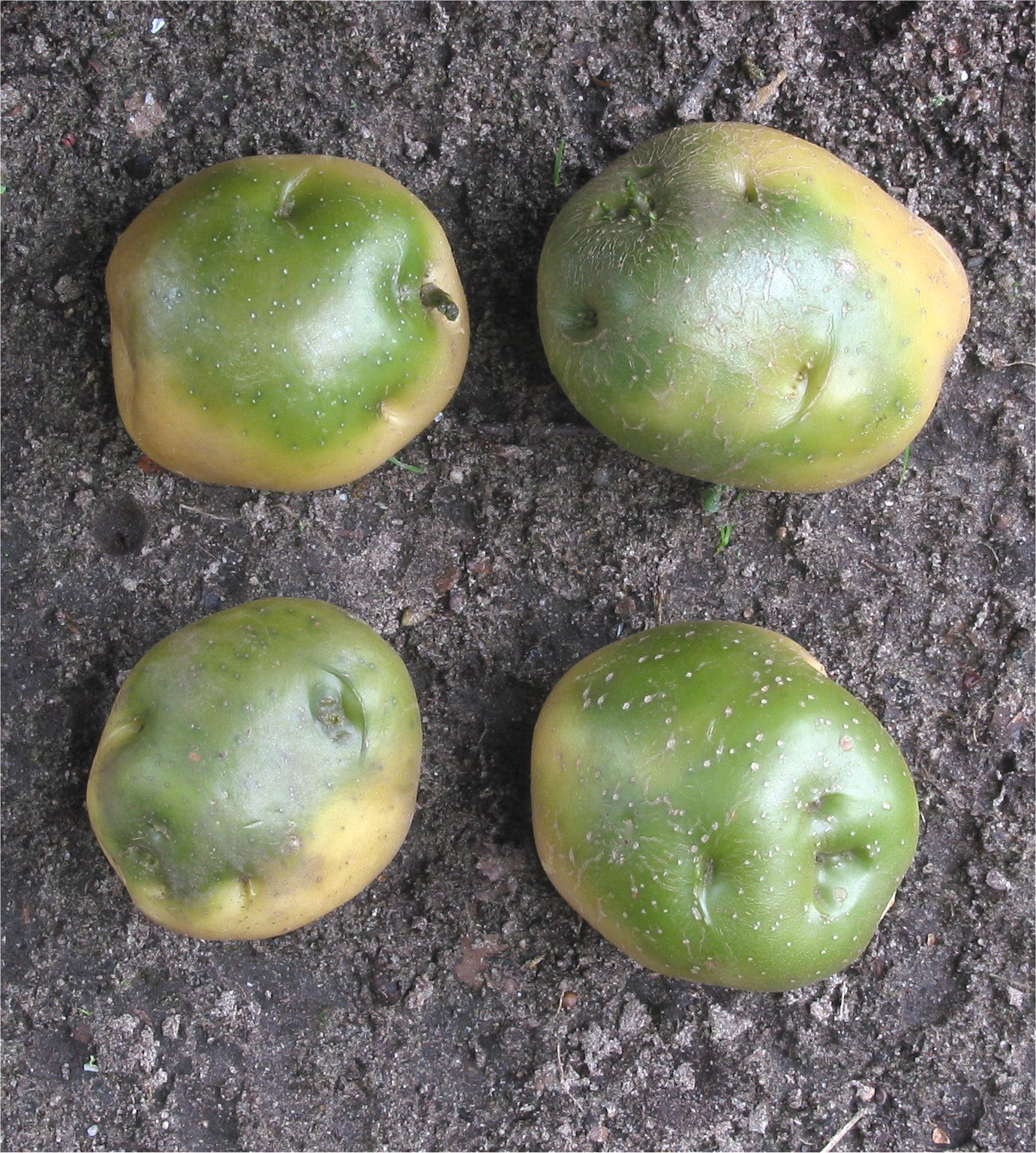
Colorazione verdastra di patate esposte al sole, a rischio di tossicità per l'elevata concentrazione di solanina

Vanno conservate al buio, per evitare la germogliazione, e non ingerite se compaiono fiori o germogli sulla buccia.
La principale di queste tossine è un alcaloide, la solanina, che è presente anche nel tubero a basse dosi (meno di 10 mg per 100 g) e concentrata soprattutto nella buccia, che è quindi meglio togliere. Quando la concentrazione è più elevata, come in alcune varietà, ne deriva un gusto amaro del tubero. I tuberi verdi (colorazione dovuta alla produzione di clorofilla come conseguenza dell'esposizione solare) contengono una cospicua quantità di solanina, con valori che possono anche arrivare a 100 mg/100 g. Occorre quindi evitare di consumare i tuberi quando questi presentino parti verdi, perché in tal caso si rischia un'intossicazione. Le patate devono quindi essere conservate al buio per evitare la produzione di solanina.
La solanina non è eliminata dalla cottura, perché viene degradata solo a temperature superiori ai 260 °C (valori che non vengono raggiunti nemmeno durante la frittura). L'ingestione di solanina provoca raramente la morte, ma può causare delle emorragie, specie alla retina.
La patata contiene anche lectine, ma queste sono distrutte dalla cottura. Le lectine sono delle proteine capaci di legarsi in modo reversibile a mono o oligosaccaridi. Questa proprietà permette alle lectine d'agglutinare i globuli rossi umani e di perturbare probabilmente il buon funzionamento dell'apparato digerente degli insetti che si nutrono della pianta, costituendo così un ruolo difensivo della pianta stessa nei confronti degli insetti.

## Riconoscimenti
Alcuni utilizzi delle patate ricomprese tra  i "prodotti agroalimentari tradizionali italiani":
- Abruzzo
  - Patate del Fucino marinate
  - Fettuccine con il ragù bianco di patate
  - Gnocchi di patate
  - Polpette in umido con le patate
- Campania
  - pizza di patate (pizza rë patanë), con la patata di Trevico)
- Emilia
  - polenta e patate, pulëinta e pum da terra
  - Anguilla bollita con patate, Inguil'la còta, Capitòn
- Friuli
  - Frico di patate
- Lazio
  - Dolce di patate
  - Pane con le patate
  - Ravioli di patate
  - Gnocchi di patate
- Liguria
  - Pane di patate di Pignone
- Lombardia
  - Ravioli di Esino (di Sant'Antonio) con sfoglia a base di patata "Biancona"
  - Gnocchi di patate
- Piemonte
  - Salame di patate
- Puglia
  - Patate, riso e cozze alla barese
  - Agnello al forno con patate alla leccese
  - Torta di patate e mortadella
  - Patate soffocate sotto la brace
- Sardegna
  - Culurgiones (ravioli di patate e menta)
- Trentino-Alto Adige
  - Torta di Patate
- Valle d'Aosta
  - Boudin (salsiccia: rapa, carne e patata)

## Distillazione delle patate
Dalla distillazione delle patate si ricava un prodotto alcolico (vodka) considerato normalmente di bassa qualità: la prima legge svizzera in tema di sostanze spiritose fu appunto dettata dalla necessità di  reprimere gli abusi nel settore.

## Aspetti culturali
Le religioni induiste assegnano alla patata un valore nutritivo e spirituale molto basso, quello del tamas, che è l'attributo infimo della materia, il più distante e separato dagli dei, e quindi incapace di elevare, di operare in senso religioso, cioè di connettere la terra col cielo.
Analogamente, il filosofo ed esoterista Rudolf Steiner considera la patata un alimento che impoverisce e indebolisce l'organismo, perché a differenza delle graminacee come la segale, il frumento, ecc., trattandosi di un tubero cresciuto nell'oscurità, non può venir digerita completamente dall'intestino, almeno da un punto di vista animico-spirituale, e per questo arriva a sottrarre forze alla testa, inducendola a pensieri rozzi e grossolani. La diffusione di mentalità e filosofie materialiste a partire dagli ultimi secoli è dovuta secondo Steiner all'introduzione della patata su larga scala nell'alimentazione, specialmente tra i ceti meno abbienti del Nord-Europa. Steiner attribuisce alla patata anche la causa di malformazioni del feto, che svilupperebbe un alto rischio di diventare idrocefalo nel caso di un consumo eccessivo di questo tubero da parte della madre.
Una certa caratteristica di ottusità e grossolanità è rimarcata da alcune espressioni della lingua italiana come «sacco di patate», «naso a patata», oppure anche «spirito di patata» per indicare una battuta spiritosa non riuscita.